# Frank Driggs
Frank Driggs (eigentlich: Franklin Swan Driggs; * 29. Januar 1930 in Manchester, Bennington County, Vermont; † 20. September 2011 in New York City) war ein US-amerikanischer Jazz- und Blues-Historiker und Musikproduzent.

## Leben
Driggs Vater war Jazzmusiker, und er hörte von seiner Kindheit in Vermont an Jazz im Radio. Er schloss sein Studium der Politikwissenschaft in Princeton 1952 ab und begann danach, in New York beeinflusst durch Marshall Stearns u. a., Material zur Jazzgeschichte zu sammeln. Im Rahmen seines eigenen „Oral-History“-Projekt interviewte er Jazzmusiker und sammelte alles, was sie ihm zum Archivieren anvertrauten, kaufte aber auch Material von Fotografen. Seine Fundstücke – insbesondere seine Fotos – veröffentlichte er u. a. in „The Jazz Review“.
Ende der 1950er Jahre beauftragte ihn John Hammond, für Columbia Records (teilweise aus deren Archiven) Bluesmusiker wie Robert Johnson herauszugeben; für seine Gesamtausgabe der Aufnahmen von Robert Johnson wurde er 1991 mit einem Grammy ausgezeichnet. Weiterhin war er verantwortlich für Reissues von Jazz-Größen wie Billie Holiday, Duke Ellington, Fletcher Henderson, Gene Krupa. Außerdem arbeitete er u. a. für die Platten-Labels Stash, Okeh, MCA, Time-Life Records und RCA Victor, für die er die Aufnahmen des Bluebird-Labels in den 1970er Jahren neu herausgab. Mitte der 1970er Jahre verließ er Columbia und lebte hauptsächlich davon, sein Archiv zu verwerten.
Driggs schrieb die Texte – Liner Notes – für zahlreiche Schallplattencover und war journalistisch u. a. für das Jazz-Magazin Down Beat und das „Living Blues Magazine“ tätig. Sein Interesse für Kansas City Jazz und die Territory Bands des Südwestens schlug sich in dem entsprechenden Kapitel in Hentoffs und McCarthys Buch (Hrsg.) „Jazz“ (1959) nieder und in seinem 2006 bei Oxford University Press herausgekommenen Buch „Kansas City Jazz – From Ragtime to Bebop“ (mit Chuck Haddix, dem Leiter der Marr Sound Archives). Eine Auswahl der Fotos aus seiner großen (zuletzt 100.000 Fotos umfassenden) Sammlung veröffentlichte er 1982 mit Harris Lewine im Fotoband „Black Beauty, White Heat“. Auch für die Jazz-Dokumentation von Ken Burns (auf PBS) war er eine der Hauptquellen für Fotos.
Seine Oral History Sammlung deponierte er in den Marr Sound Archives der Miller Nichols Library der University of Missouri in Kansas City. Driggs vertrieb die von ihm gesammelten Fotos privat in einer der größten Agenturen für Jazz-Fotografien (Frank Driggs Collection), die in seiner Privatwohnung in New York City untergebracht war. 2005 plante er, seine Fotosammlung zu verkaufen.
Frank Driggs verstarb am 20. September 2011 im Alter von 81 Jahren.

## Schriften
- Frank Driggs & Harris Lewine Black Beauty, White Heat: A Pictorial History of Classic Jazz 1920-1950 Da Capo Press ISBN 030680672X (1996)
- Frank Driggs & Chuck Haddix Kansas City Jazz: From Ragtime to Bebop - A History Oxford 2006; ISBN 0195307127